# راینهولد میترلنر
راینهولد میترلنر (انگلیسی: Reinhold Mitterlehner؛ زادهٔ ۱۰ دسامبر ۱۹۵۵) یک سیاست‌مدار اهل اتریش است.